# یغیوارد
یغیوارد (ارمنی: Եղիվարդ؛ انگلیسی: Ełivard زادهٔ ۱۹۱۰ - درگذشته ۱۹۹۰)، پاتریارک ارمنی اورشلیم بود.

## زندگی‌نامه
با نام اصلی در روستای Kaynimiran (جنوب دریاچه وان) به دنیا آمد پس از نسل‌کشی ارمنی‌ها در سال ۱۹۱۵ به عنوان فرد یتیم به اورشلیم آورده شد. تحصیلات اش در حوزه علمیه ارمنیان در اورشلیم به پایان رسانید؛ و در سال ۱۹۳۲ یک کشیش مجرد شد و نام خویش را یغیشه تغییر داد. چندین سمت را در داخل پاتریارکی ارمنیان اورشلیم در دست داشت و از سال ۱۹۶۰ تا زمان فوتش پاتریارک ارمنیان شهر مقدس بود. آثار نظم و نثری را نیز به رشته تحریر درآورد.